# Demokrata Munkáspárt (Barbados)
A Demokratikus Munkáspárt (DLP), köznyelvben „Dems” néven ismert, egy barbadosi politikai párt, amelyet 1955-ben alapítottak. 2008. január 15-től 2018. május 24-ig volt kormánypárt, de a 2018-as általános választásokon vereséget szenvedett, és egyetlen képviselője sem maradt.
A Barbados másik nagy pártjához, a Barbadosi Munkáspárthoz hasonlóan a DLP-t is általánosan balközép szociáldemokrata pártként írják le, amelynek helyi politikája nagyrészt személyiségek által vezérelt, és reagál a kortárs kérdésekre és a gazdaság helyzetére. Történelmileg a BLP a brit liberalizmus örökségét vallja magáénak. míg a DLP-t 11 évvel később alapították baloldalibb szakadár csoportként.

## Történelem
A DLP-t 1955-ben alapította Errol Barrow, James Cameron Tudor, Frederick "Sleepy" Smith és további 26 személy.   Ez a 29 párt, amelyek egykor a Barbadosi Munkáspárt (BLP) tagjai voltak, kivált, és megalakította ezt a baloldalibb alternatívát. Közös eredetük miatt azonban a két párt ideológiailag hasonló volt és maradt. Az 1956-os általános választásokon a DLP a szavazatok 19,9%-át kapta, és négy mandátumot nyert.  A következő, 1961-es választásokon kevesebb szavazatot kapott, mint a BLP, de a parlamenti helyek többségét megszerezte, Barrow pedig miniszterelnök lett.
Miután a párt megtartotta hatalmát az 1966-os választásokon (ezúttal többségi szavazattal),  Barrow lett az ország első miniszterelnöke. A párt 1971- ben sorozatban harmadszor is megnyerte a választásokat, de 1976- ban elvesztette a hatalmat a BLP-vel szemben.  Ellenzékben maradt az 1986-os választásokig, ahol a 27 helyből 24-et megszereztek.  A DLP az 1991-es választások után is hatalmon maradt, de 1994- ben vereséget szenvedett a BLP-től. A 2008-as választásokon ismét hatalomra kerültek, amikor a DLP vezetője , David Thompson lett a miniszterelnök. 2010-ben bekövetkezett halála után Freundel Stuart vette át a hivatalt, és 2013- ban szűk választási győzelemhez vezette a pártot.
A 2018-as választásokon a DLP elvesztette összes képviselőjét. Stuart lemondott a vezetői posztról, és Verla De Peiza lett az utódja a DLP vezetői és elnöki posztján, akit a párt által 2018. augusztus 1-jén tartott vezetőválasztáson ellenfelek nélkül választottak meg. 
Miután elvesztette a 2022-es választásokat, amelyek eredményeként a DLP nem szerzett vissza egyetlen helyet sem a képviselőházban, De Peiza 2022. január 21-én lemondott.  Ronnie Yearwoodot később, a 2022. május 1-jei DLP-választások után választották meg a DLP elnökévé. 
Ralph Thorne, a Barbados Munkáspárt képviselője 2024 februárjában kilépett a BLP-ből, és az ellenzék vezetője lett. Röviddel ezután csatlakozott a DLP-hez, ahol a párt vezetője lett, Thorne pedig 2018 óta az első DLP-képviselő. Ronnie Yearwood a párt elnöke maradt egészen 2024. augusztus 24-ig, amikor Steve Blackett főtitkárral együtt kizárták a pártból egy hónapokig tartó pártközi vita után.  

## Választási előzmények

### Képviselőházi választások
| Election | Party leader      | Votes  | %      | Seats   | +/–     | Position | Result             |
| -------- | ----------------- | ------ | ------ | ------- | ------- | -------- | ------------------ |
| 1956     | Errol Barrow      | 19,650 | 19.9%  | 4 / 24  | 4       | 2nd      | Ellenzék           |
| 1961     | Errol Barrow      | 39,534 | 36.3%  | 15 / 24 | 11      | 1st      | Többségi kormány   |
| 1966     | Errol Barrow      | 72,384 | 49.6%  | 14 / 24 | 1       | 1st      | Többségi kormány   |
| 1971     | Errol Barrow      | 53,295 | 57.4%  | 18 / 24 | 4       | 1st      | Többségi kormány   |
| 1976     | Errol Barrow      | 45,786 | 46.4%  | 7 / 24  | 11      | 2nd      | Ellenzék           |
| 1981     | Errol Barrow      | 55,845 | 47.1%  | 10 / 27 | 3       | 2nd      | Ellenzék           |
| 1986     | Errol Barrow      | 80,050 | 59.4%  | 24 / 27 | 14      | 1st      | Többségi kormány   |
| 1991     | Erskine Sandiford | 59,900 | 49.8%  | 18 / 28 | 6       | 1st      | Többségi kormány   |
| 1994     | David Thompson    | 47,979 | 38.8%  | 8 / 28  | 10      | 2nd      | Ellenzék           |
| 1999     | David Thompson    | 45,118 | 35.1%  | 2 / 28  | 6       | 2nd      | Ellenzék           |
| 2003     | Clyde Mascoll     | 54,746 | 44.2%  | 7 / 30  | 5       | 2nd      | Ellenzék           |
| 2008     | David Thompson    | 70,135 | 53.2%  | 20 / 30 | 13      | 1st      | Többségi kormány   |
| 2013     | Freundel Stuart   | 78,851 | 51.3%  | 16 / 30 | 4       | 1st      | Többségi kormány   |
| 2018     | Freundel Stuart   | 33,551 | 21.8%  | 0 / 30  | 16      | 2nd      | Parlamenten kívüli |
| 2022     | Verla De Peiza    | 30,273 | 26.55% | 0 / 30  | Állandó | 2nd      | Parlamenten kívüli |

## Fordítás
Ez a szócikk részben vagy egészben  a   Democratic Labour Party (Barbados) című angol Wikipédia-szócikk ezen változatának fordításán alapul.  Az eredeti cikk szerkesztőit annak laptörténete sorolja fel. Ez a jelzés csupán a megfogalmazás eredetét és a szerzői jogokat jelzi, nem szolgál a cikkben szereplő információk forrásmegjelöléseként.

## Referenciák
1. ↑  The Party. Official Web Site. Democratic Labour Party. [2012. február 4-i dátummal az eredetiből archiválva]. (Hozzáférés: 2011. december 3.)
2. ↑  Nohlen, D (2005) Elections in the Americas: A data handbook, Volume I, p85 ISBN 978-0-19-928357-6
3. ↑  „Verla De Peiza elected as the new leader of Barbados' Main Opposition Party | The Habari Network”, The Habari Network, 2018. augusztus 15. (Hozzáférés: 2018. október 9.)
4. ↑  DLP president Verla De Peiza resigns (amerikai angol nyelven). www.nationnews.com, 2022. január 21. (Hozzáférés: 2022. január 21.)
5. ↑  Dr Ronnie Yearwood elected new DLP president (amerikai angol nyelven). Barbados Today, 2022. május 1. (Hozzáférés: 2022. május 1.)
6. ↑  slegallgibson: Dr. Ronnie Yearwood and Steve Blackett expelled from the DLP (amerikai angol nyelven). Starcom Network, 2024. augusztus 16. (Hozzáférés: 2024. augusztus 16.)
7. ↑  @KevzPolitics: #BREAKING - CBC: Barbados Leader of Opposition Ralph Thorne announced as the new Political Leader of the Democratic Labour Party - granting the party its first seat in Parliament since 2018. Dr Ronnie Yearwood will remain DLP President, 2024. február 19.

## Külső linkek
- Hivatalos weboldal